# Умовна диз'юнкція
У логіці, умовна диз'юнкція — це потрійна логічна операція, представлена Алонзо Черчем. Використаймо операнди p, q і r, які представляють істинне значення судження; зміст умовної диз'юнкції визначимо за формулою:
{\displaystyle [p,q,r]~\leftrightarrow ~(q\rightarrow p)\land (\neg q\rightarrow r).}
Вираз [p, q, r] можна пояснити як «якщо q то p, інакше r» або «p або r, залежно від того q чи не q». Отже, при будь-яких значеннях p, q і r, вираз [p, q,r] набуває значення р, коли q є істинним, і значення r в іншому випадку.
Для прикладу побудуймо таблицю істинності для умовної диз'юнкції(для [p, q,r]), вона матиме такий вигляд:
| p | q | r | [p, q,r] |
| - | - | - | -------- |
| 1 | 1 | 1 | 1        |
| 1 | 1 | 0 | 1        |
| 1 | 0 | 1 | 1        |
| 1 | 0 | 0 | 0        |
| 0 | 1 | 1 | 0        |
| 0 | 1 | 0 | 0        |
| 0 | 0 | 1 | 1        |
| 0 | 0 | 0 | 0        |